# جوزيف فرانسوا بويميرو
جوزيف فرانسوا بويميرو (8 نوفمبر 1869 - 22 فبراير 1924) (بالفرنسية: Joseph-François Poeymirau)‏ هو جنرال فرنسي خلال الحرب العالمية الأولى.

## مسيرته
ولد بويميرو في بلدية بو في 8 نوفمبر 1869. هو ابن أندريه أدولف بويميرو، رجل أعمال، وزوجته دلفين روكاتشر. درس في كوليج ستانيسلاس دي باريس، ثم المدرسة العسكرية لسان سير كوتويتيدان قبل قبوله في كلية الحرب.